# Tiếng Saba
Tiếng Saba là ngôn ngữ Nam Ả Rập cổ bị thất truyền sử dụng bởi người Saba và một số tộc người của văn minh Ả Rập Xê Út cổ đại (Ḥimyarite, Ḥashidite, Ṣirwāḥite, Humlanite, Ghaymānite và Radmānite) vào giữa k. 1000 TCN - thế kỉ VI. Tiếng Saba là ngôn ngữ h (h-language), trong khi các ngôn ngữ Nam Ả Rập cổ là các ngôn ngữ s (s-language). Tức là, nó sử dụng h để đánh dấu ngôi thứ ba và làm tiền tố sai khiến so với các ngôn ngữ thuộc nhóm Nam Ả Rập cổ khác (chúng sử dụng s1 trong mọi trường hợp). Có nhiều văn bản chạm khắc tìm thấy từ thời thực dân hóa của người Saba tại châu Phi, viết bằng ngôn ngữ này.

## Chữ viết
Tiếng Saba được viết bằng chữ Nam Ả Rập cổ, một loại chữ viết chỉ sử dụng phụ âm, tương tự như chữ Hebrew và chữ Ả Rập (dấu hiệu nguyên âm duy nhất là một phụ âm thể hiện một nguyên âm (matres lectionis)). Trong nhiều năm chỉ có các văn bản chạm khắc chủ yếu viết bằng chữ Masnad (ms3nd). Vào năm 1973 các tài liệu từ nửa sau thể kỷ I TCN viết bằng chữ tiểu và chữ thảo được tìm thấy; nhưng sau này chỉ có một vài tài liệu được xuất bản.